# Peter Jackson
Peter Robert Jackson je novozelandski redatelj, producent, trostruki osvajač Nagrade filmske akademije (Oscar), Zlatnog Globusa i BAFTA nagrada. Publici je najviše poznat kao redatelj i ko-scenarist trilogije Gospodar prstenova, koju je adaptirao prema knjigama J. R. R. Tolkiena zajedno sa svojom dugogodišnjom partnericom Fran Walsh te Philippom Boyens. Jackson je ušao u filmsku povijest kao prva osoba (i jedina do sada) koja je režirala tri filma usporedo. Naravno, riječ je o gore spomenutoj trilogiji. Prvi put je dobio pozornost svojim horor komedijama, a na svjetlo pozornice je iskoračio filmom "Nebeska stvorenja" (eng. Heavenly Creatures). 

## Životopis
Peter je sam izjavio da svoj život dijeli u tri dijela:  prije, za vrijeme i poslije Gospodara prstenova.

### Rani radovi
Peter Jackson je rođen 31. listopada 1961. u malom obalnom mjestu Pukerua Bay, na Novom Zelandu, kao jedino dijete engleskih emigranata Billa i Joan Jackson. Već od rane dobi postaje ljubitelj filmova, odrastajući na onima Raya Harryhausena. Kad mu je bilo osam godina, počeo je snimati kratke filmove s prijateljima na kameri koju mu je kupila obiteljska prijateljica, a s devet pokušava napraviti obradu King Konga vlastitim stop-motion modelima.
U tinejdžerskim godinama horori imaju veliki utjecaj na njega, ponajviše "Teksaški masakr motornom pilom" i "Zora mrtvih". Sa 17 godina je napustio školu jer se želio zaposliti u novozelandskoj industriji filma, no kako nije bio primljen, počeo je raditi kao šegrt za fotografiranje. Njegov prvi filmski debut nije bio u ulozi režisera, scenarista ili producenta, već je imao ulogu u švedskom filmu "Sandpipers". Novcem kojim je štedio od plaće, kupio je rabljenu 16mm kameru za $250 i počeo snimati kratku sf komediju koja je trebala trajati nekih 10 minuta. Na kraju se tih 10 minuta pretvorilo u film od 90 minuta, u periodu od 1983. do 1987. godine. Film, koji je nazvan "Bad taste" je skoro sam financirao Jackson, osim završnog dijela za koji je novac dala novozelandska filmska komisija. Ta avantura je počela kad je imao 22 godine i startala kao svaki njegov film u autentičnom stilu: s niskim budžetom, s prijateljima i lokalnim ljudima angažiranim da glume u njemu. Jackson je skoro sve učinio sam: režirao, producirao, snimao i igrao u njemu nekoliko uloga.
Jackson je imao prijatelja u filmskoj industriji te kad je ovaj shvatio da film ima komercijalni predznak, uspio ga je ugurati u službeni program Filmskog festivala u Cannesu, gdje je dobio mnogobrojne pohvale i nagrade, te je prodao prava prikazivanja u 12 zemalja. Film je postao hit zbog svog bizarnog humora i zbog prevelike količine specijalnih efekata, otvorivši mu širom vrata kao redatelju. Za vrijeme post-produkcije filma "Bad taste" upoznao je Fran Walsh. Dao je otkaz u lokalnoj fotografskoj trgovini i postao poznati režiser nakon svog prvog profesionalnog filma "Braindead" (u Sjevernoj Americi je izašao pod naslovom "Dead Alive") iz 1992. Na njemu je radio s Richardom Taylorom (WETA Workshop), kao i na nekim kasnijim ostvarenjima. Film je igrao na mnogim festivalima širom svijeta i dobio 16 međunarodnih SF nagrada, uključujući prestižni Saturn.  
Dvije godine kasnije (1994.) režira Nebeska stvorenja (eng. Heavenly Creatures) za koji je dobio Srebrnog lava na Filmskom festivalu u Veneciji i 15-minutne ovacije. Uz to je bio nominiran za nagradu filmske Akademije, popularni Oscar, u kategoriji za najbolji scenarij, zajedno s Fran Walsh. Film je zasnovan na istinitom događaju iz 1950-ih o dvije inteligentne i maštovite djevojčice čije opsesivno prijateljstvo dovodi do ubojstva jedne od njihovih majki.
Ostali njegovi radovi koji su također bili manje ili više hvaljeni su "The Frighteners" u koprodukciji s R. Zemekisom, s M. J. Foxom u glavnoj ulozi, te lutkarski film "Meet the Peebles" koji je bio namijenjen odraslijoj publici. Osim toga, bio je i ko-redatelj za TV dokumentarac "Forgotten Silver", koji se također prikazivao na festivalima. 

### Gospodar prstenova
Peter je pročitao Gospodara prstenova prvi put s 18 godina, nakon što je vidio Bakshijev animirani film iz 1987. 
U siječnju 1997. godine, Saul Zaentz je dao Peteru prava na filmsku adaptaciju knjige J. R. R. Tolkiena, dvije godine nakon što su se on i Fran počeli raspitivati o tome. Prvotno radeći s Miramax Films na opciji dva filma, uskoro je doživio pritisak da cijelu tu priču strpa u jedan, zbog, kako su rekli, financijskih razloga. No već sljedeće godine sklopio je sporazum s New Line Cinema za snimanje trilogije, nakon što su druge kompanije odbile projekt. Robert Shaye, šef New Linea, pritom je rekao Peteru: "Tko bi pri zdravoj pameti snimio dva filma?"
Proširenje s dva na tri filma dozvolilo je njemu, kao i Fran i Philippi, kreativnu slobodu, a prve pripreme već su počele još 1997, kada je Jackson postavio Christiana Riversa i njegovu ekipu da radi na dizajniranju Međuzemlja. Svog dugogodišneg suradnika Richarda Taylora angažirao je da u sklopu Weta Workshopa bude zadužen za pet velikih dizajnerskih elemenata: oklopi, oružja, prostetika/šminka, minijature i bića. U rujnu 1997. projektu su se pridružili Alan Lee i John Howe na čijim crtežima počivaju scene iz filmova, a da se to provede u djelo, za arhitekturu je bio zadužen Grant Major.
Snimanje lokacija za filmove (njih 150) počelo je 11. listopada 1999. i završilo je 22. prosinca 2000., a PJ je nadgledao sve to sa sedam (negdje piše devet) ekipa po cijelom Novom Zelandu preko satelita. Uz neprestano preinačavanje teksta i svih ostalih događanja, Peter je spavao samo četiri sata na dan. Opisao je trilogiju kao najveći obiteljski film, zbog neovisnosti i osjećaja za obitelj, a samo snimanje kao pokušaj organiziranja vojske, s oko 2.400 ljudi koji su radili na produkciji.  S povlasticom post-produkcije na svakom filmu za prikazivanje u mjesecu prosincu, filmovi su postigli ogroman uspjeh i podigli Jacksonovu popularnost. 

### Nakon Gospodara prstenova
Jackson je potpisao ugovor s Universal Studios za njegov prvi film poslije Gospodara prstenova, obrada klasika King Kong iz 1933., a to je film koji ga je inspirirao da postane redatelj kada je imao devet godina. Navodno je dobio $20 milijuna, najviši iznos ikad plaćen nekom redatelju prije produkcije, naspram 20% provizije od zarade na blagajnama (dio cijene od ulaznice koja ide distributerima filma, u ovom slučaju Universal). Film je pušten u distribuciju 14. prosinca 2005. i zaradio je oko $550 milijuna. Distribucija VHS-a i DVD donijela je još veću zaradu, i postavila rekord za Universal Pictures što se tiče DVD-a.
Između Povratka kralja i King Konga, Jackson je izgubio mnogo: čak 22,5 kg,  tako da ga neki njegovi obožavatelji nisu prepoznali.
Prema intervjuu koji je dao Daily Telegraphu, svoj novi izgled duguje promjeni u prehrani. Jackson je rekao: "Dozlogrdilo mi je biti debeo i izvan forme, stoga sam promijenio prehranu i prešao s hamburgera na jogurt i muesle."
Sljedeće što će okupirati njegovu pažnju bit će filmska verzija bestsellera Alice Sebolds, "The lovely bones", gdje će on biti i scenarist i redatelj, što će mu biti veliko olakšanje jer se miče s velikih epskih filmova, a također jer ima nekih sličnosti s "Nebeskim stvorenjima".
Jacksonova umiješanost u stvaranje filmske verzije Hobita, zajedno s još jednim mogućim LOTR prethodnikom, je duga priča. Trenutno se čini da Jackson i njegova ekipa neće raditi na tom projektu. U studenom 2006. u pismu koje su napisali Jackson i Walsh rečeno je da je zbog legalnih razmirica između Wingnut Films (Jacksonova produkcijska tvrtka) i New Line Cinema najvjerojatnije da on neće režirati film. Međutim, kao odgovor, MGM-ov glasnogovornik Jeff Pryor je izjavio: "Mi i dalje vjerujemo da je stvar oko Jacksonova režiranja Hobita još daleko od završetka."  Kako MGM posjeduje distribucijska prava, to ipak ima neku težinu. Šef New Line Cinema, Robert Shaye, je rekao da "studio neće raditi s redateljem LOTR-a na tom filmu ni na bilo kojem drugom. Ikad. Bar ne dok je on taj koji odlučuje." 
Shayevi komentari označili su prvi javni komentar nekog od NLC-ovih dužnosnika oko meteža otkako je Jackson najavio da se povukao s projekta. 
Jackson je u međuvremenu počeo s produciranjem filmova. Trebao je započeti stvaranje filmske verzije znan-fan računalne igre "Halo", vrijedne 128 milijuna dolara, koja je za sada zaustavljena jer su se 20th Century Fox i Universal Pictures povukli. Osim toga, Jackson će producirati obradu "The Dam Busters" u ovoj godini, zajedno sa Sir Davidom Frostom, kao izvršnim producentom. Također je dobio prava na filmsku adaptaciju fantastično-povijesnog serijala Temeraire, no rekao je da će se vjerojatno umjesto filma režirati mini-serija, kako bi priča bila detaljnija i bolje ispričana.

## Stil
Jackson je dobro poznat da obraća pažnju na detalje, po svom sablasnom osjećaju za humor i općenito po zaigranosti do te točke da je direktor zadužen za minijature na radu "Gospodara prstenova", Alex Funke, šaljivo komentirao: "Film je tu skoro pa sporedan."
U suprotnosti s ostalim novozelandskom redateljima, Jackson je ostao raditi u svojoj zemlji. To je urodilo postankom nekoliko produkcijskih i podupirućih tvrtki. Većina Jacksonove imovine nalazi se na poluotoku Miramar u gradu Wellingtonu, a većina se snimanja radi unutar grada i oko njega. New Line Cinema se složio da se svjetska premijera "Povratka kralja" održi u Embassy Theatreu, gradskoj ikoni, koju je grad pomogao obnoviti zbog Jacksona. 
Već je zarana počeo koristiti rastuću kompjutorsku tehnologiju i pružati usluge specijalnih digitalnih efekata mnogim holivudskim filmovima, korištenjem telekomunikacija i satelitskih veza kako bi emitirao grube slike i konačni rezultat preko Pacifika. 
Perfekcionist kada se radi o njegovim filmskim projektima, Jackson zahtijeva bezbrojne klape za svaku scenu (s onom poznatom uzrečicom: "Još jedna za svaki slučaj"), tjera svoju ekipu za specijalne efekte da njihov rad bude "bez šava" i neprimjetan, i inzistira na autentičnim minijaturama čak i na stranama koje se nikad ne pojavljuju u filmu. S druge strane, mnoge od njegovih prekrasnih scena rezultiraju iz interesantnih i neočekivanih snimaka koje je napravio leteći s jedne lokacije na drugu.
Jackson je također poznat u novozelandskoj filmskoj industriji po svom inzistiranju na "pokrivenosti" – snimajući scenu iz što više kutova, te kreirajući finalnu viziju u procesu montaže. 
Možda kao zaštitni znak njegovih korijena u "učini sve sam",  Jackson je poznat po tome da će, ako je potrebno, cijeli dan snimati samo jednu scenu kako bi dobio što veću pokrivenost snimke. To je evidentno u njegovom radu gdje scene – čak i one u kojima se vodi običan razgovor – često sadrže široki raspored brojnih kamera i snimaka kao i krupno zumiranje lica glumaca. 
Jackson je dobio tri nagrade Filmske Akademije za završni dio trilogije Gospodar prstenova – Povratak kralja: za najboljeg redatelja, film i adaptirani scenarij.  

## Jacksonove cameo uloge
- U trilogiji Gospodar prstenova igrao je pijanog stanovnika Breeja koji jede mrkvu (Prstenova družina), branitelja u Helmovoj klisuri koji baca koplje (Dvije kule), jedan je od divljih ljudi koji napadaju Rohan na nagovor Sarumana (Dvije kule EE), te kao jahač za vrijeme juriša na Pelennorskih poljanama (Povratak kralja). Peta cameo uloga je ona vođe palube pobunjeničkog broda u Povratku kralja, viđen na kratko u kino verziji, ali vidimo ga i malo duže u redateljevoj, u kojoj ga je ubio Legolas. Iako nije cameo u tradicionalnom smislu, Jackson je također bio zamjena za Seana Astina u sceni gdje Samwise Gamgee ulazi u kadar, suprotstavljajući se Shelobi. Posudio je glas Bilbu u sceni kada Gandalf prvi put kuca na njegova vrata. Osim što je scenarist, redatelj, producent i cameo glumac u "Dvije kule", također se pojavljuje na soundtracku kada udari u gong (u trenutku kada Éowyn iščezava s ruba terase ispred kraljeva dvora, dok Aragorn gleda prema gore po drugi put, čuje se Peterov udarac u gong).
- Jackson se pojavljuje u ulozi lika koji puca na King Konga u New Yorku
- Biciklist u "The Frighteners"
- U Nebeskim stvorenjima glumi beskućnika kojeg Kate Winslet poljubi u obraz
- Mrtvozornikov pomoćnik u Braindead
- U Bad taste ima dvije uloge: Robert i Derek
- Dobio je ulogu vozača autobusa u kratkom filmu Seana Astina The Long and the Short of it.

## Filmografija
- The Valley (1976.) – redatelj
- Bad Taste (1987.) – redatelj, scenarist
- Meet the Feebles (1989.) – redatelj, producent, scenarist
- Braindead (ili Dead Alive) (1992.) – redatelj, glumac
- Valley of the Stereos (1992.) – ko-producent
- Jack Brown Genius (1994.) – producent
- Nebeska stvorenja (eng Heavenly Creatures) (1994.) – redatelj, ko-producent
- Forgotten Silver (1995.) – ko-redatelj, ko-scenarist
- The Frighteners (1996.) – redatelj, producent
- Gospodar prstenova: Prstenova družina (eng. The Lord of the Rings: The Fellowship of the Ring) (2001.) – redatelj, producent
- Gospodar prstenova: Dvije kule (eng. The Lord of the Rings: The Two Towers) (2002.) – redatelj, producent
- Gospodar prstenova: Povratak kralja (eng. The Lord of the Rings: The Return of the King) (2003.) – redatelj, producent
- The long and short of it (2003.) – izvršni producent
- King Kong (2005.) – redatelj, producent
- Ljupke kosti (eng. The Lovely bones) (2007.) – redatelj, producent (još nije završen)
- Halo – najavljen za 2008. – izvršni producent
- The Dam Busters – najavljen za 2008. – producent
- Warcraft – najavljen za 2008. – redatelj

## Zanimljivosti
- Navodne glasine o svađi između Petera Jacksona i Georgea Lucasa su neistinite. Naprotiv, sasvim je obratno: oni su dobri prijatelji. Međutim, oni posjeduju dvije konkurentske tvrtke za specijalne efekte: Jacksonova je "Weta Digital", a Lucasova "Industrial Light and Magic". Jackson je rekao da je Lucasova tvrtka zaslužna za pokazivanje o načinu snimanja specijalnih efekata na filmu.
- Posjeduje modele King Konga i pterosaura korištenih u originalnom King Kongu iz 1933.
- Kada u "King Kongu" po prvi put vidimo brodsko skladište, vidljiv je kavez kojemu je sa strane natpis "Sumatran Rat-Monkey – Beware the bite", kao homage Jacksonovu filmu Braindead u kojem majmun prenosi virus zombija.
- Donirao je $500.000 za istraživanje matičnih stanica.
- Posjeduje još dva studija: Wingnut Film i Wingnut Interacitve.